# Nestor Roqueplan
Pour les articles homonymes, voir Roqueplan.
Victor-Louis-Nestor Rocoplan, dit Nestor Roqueplan, est un journaliste, écrivain, directeur d'opéra et de théâtre français, né le 14 septembre 1805 à Montréal (Aude) et mort le 24 avril 1870 à Paris.

## Biographie
Issu d’un milieu modeste, il est le fils de François-Hilarion Rocoplan (1773-1833) et de Marie-Thérèse Douneau, (1771-1841), il est le frère cadet du peintre romantique Camille Roqueplan et le frère de Zénobie Roqueplan épouse de Jean-Baptiste Henriot. Ses parents se sont mariés le 30 germinal an 7 (19 avril 1799) à Mallemort, François-Hilarion Rocoplan était instituteur des écoles primaires, originaire de Castelnau de Guers dans l’Hérault. Nestor Roqueplan est resté célibataire, il était l'amant de la comédienne Joséphine-Victoire-Delphine Marquet, (1824-1878).
En 1811, la famille s’installe à Paris, et Nestor Roqueplan poursuit ses études au lycée Charlemagne, où il est le condisciple de Ledru-Rollin et de Victor Bohain avec qui il se lie d’amitié et qui devient plus tard un associé.
Au sortir du collège, Nestor Roqueplan fait son droit et entre comme clerc à l’étude de Me Jansse, avoué, 48 rue de l’Arbre-Sec. En face de l’étude, se trouve le café Manoury où il rencontre Victor Bohain qui vient de fonder Le Figaro avec Maurice Alhoy (1826) ; il rejoint alors Le Figaro comme journaliste, alors qu'à cette époque son frère Camille se faisait un nom dans la peinture.
Rédacteur en chef avec Victor Bohain du Figaro, il signe à ce titre, en 1830, la protestation des journalistes contre les ordonnances de juillet.
Homme de théâtre, il dirige successivement le Panthéon, les Nouveautés (avec Victor Bohain), les Variétés, l’Opéra, l’Opéra-Comique et le Châtelet. Il marque chaque fois son passage par une accumulation de dettes qui pourtant n’altèrent jamais sa croissante fortune personnelle. À la suite de sa gestion inintelligente et désastreuse de l'Opéra (1847-1854), il est assez habile pour faire payer par l’État une dette faramineuse de 600 000 francs. Auteur de nombreux livrets d’opéra, il ne fait représenter aucune de ses œuvres sur la scène des Variétés, mais ouvre son théâtre à de nombreux nouveaux auteurs et fait appel à de grands comédiens, tels que la célèbre Déjazet. Il fait débuter à l'Opéra des chanteurs talentueux comme Pauline Viardot et commande la création des œuvres du répertoire du « grand opéra ».
En 1857, il prend la tête de l’Opéra-Comique, dont il cède le privilège en 1860. Il est alors chargé du feuilleton théâtral du Constitutionnel. Chroniqueur, il publie un petit volume intitulé les Coulisses de l’Opéra (Paris, Librairie nouvelle, 1855, in-18). On lui doit sous ce titre : Rossini, une petite brochure reproduisant l’article nécrologique qu’il écrivit à la mort du compositeur dans le Constitutionnel (Paris, Dentu, 1869, in-12, 16 p.). On lui doit aussi : Parisine, exaltant le parisianisme et suscitant la moquerie d'Octave Mirbeau.
Considéré par ses contemporains comme le plus parisien des auteurs et le plus impeccable des dandys, Roqueplan est toujours d’une élégance maladive mais enjouée, lançant ses épigrammes au café de Paris ou au café Riche, hauts lieux de rencontre des gens de lettres, d’esprit et de goût. C’est lui qui invente le galon de soie sur la couture du pantalon, pour se démarquer du commun. Extrêmement superstitieux, il porte à son gilet un bijou porte-bonheur légué par un de ses amis et formé d’une douzaine de petites chaînes nattées ensemble et arrêtées à chaque bout par un nœud, ayant tout à fait l’aspect d’une corde.
Il habitait rue Taitbout, (le n° 25 et à la fin de sa vie le n° 28), à deux pas des cafés restaurants du boulevard, c'était un gastronome, c'était l'homme du boulevard avec ses amis Gustave Claudin, Roger de Beauvoir, Murger et Lambert-Thiboust, qui, comme lui, avaient horreur de leur lit.
Nestor Roqueplan fut frappé, le 17 avril 1870, d’une congestion au cerveau, suivie de paralysie, il était alors directeur du théâtre du Châtelet. Il nomme son neveu Gaston Henriot, le fils de sa sœur, directeur du Châtelet à sa place. Le 24 avril, son état empire, il est au Châtelet dans son théâtre, il est 15 heures, on cache sa mort afin que la représentation du soir pût avoir lieu. Vers une heure du matin, son corps est transporté à son domicile, 28 rue Taitbout, escorté par un commissaire de police, sa sœur, sa belle-sœur, ses deux neveux et nièces.
Il est inhumé au cimetière Montmartre, avec ses parents, son frère Camille, sa sœur Zénobie et leurs familles, 21e division, avenue Berlioz.

### Sources
- Inventaire de la correspondance conservée aux Archives nationales sous la cote AB XIX-4126 (Voir la notice dans la salle des inventaires virtuelle des Archives nationales)
- "Un type balzacien : Nestor Roqueplan, journaliste et dandy, (1805-1870)" par Paul d’Ariste, La Revue hebdomadaire, 1925 - En trois chapitres (pages 5 à 23, 153 à 170, 351 à 365)
- Mort de Nestor Roqueplan, Le Voleur illustré : cabinet de lecture universel, 6 mai 1870
- Mort de Nestor Roqueplan par Charles Yriarte, Le Monde illustré 30 avril 1870
- Les derniers jours de Nestor Roqueplan, « Le Rappel » 27 avril 1870
- Obsèques de Nestor Roqueplan, Le Figaro, 28 avril 1870
- Acte de décès de Nestor Roqueplan aux Archives de Paris, 1er arrondissement, acte n° 563, et transcription à la même date dans le 9e arrondissement, acte n° 675
- Les directeurs de l’Opéra (1669-1884), Le Monde illustré, 29 novembre 1884
- Les directeurs de l’Opéra depuis Louis XIV, Le Monde illustré, 19 décembre 1874